# Reality chaud
Reality chaud (France) ou Occupation Quintuple (Québec) (Helter Shelter) est le 5e épisode de la saison 14 de la série télévisée d'animation Les Simpson. Il s’agit par ailleurs du dernier épisode de la série réalisé en animation traditionnelle.

## Épisode
Homer, déambulant dans la centrale nucléaire reçoit un énorme tuyau sur la tête. Pour éviter d'être poursuivi, M. Burns lui accorde quatre places en tribune VIP à un match de hockey sur glace. Lors de ce match, Lisa gagne la crosse d'un joueur après l'avoir aidé à marquer un but. Mais la crosse contient des termites qui se répandent dans la maison et la saccagent. Obligés de désinsectiser, les Simpson n'ont pas d'autre choix que de quitter leur domicile pour 6 mois. Les hôtels étant complets, après avoir fait le tour des personnes susceptibles de les héberger, ils s'inscrivent à une émission de télé réalité dont le but est de vivre comme en 1895.
Malgré des débuts difficiles, la famille finit par s'adapter à son nouveau mode de vie, ce qui fait baisser l'audimat. La production de l'émission décide donc d'introduire une ancienne vedette de télé dans leur maison. Ceci ne fonctionne pas et la production décide alors de jeter la maison dans une rivière. Finalement, la maison s'échoue et l'équipe de production les filme. Pendant la pause déjeuner, Homer rencontre un groupe issu d'une autre émission qui, ayant été abandonné, décide de se venger sur l'équipe de production des Simpson. Ainsi, la famille peut récupérer l'hélicoptère et rentrer chez elle.